# Europoort
De Europoort is een industrie- en havengebied ten zuiden van de Nieuwe Waterweg en ten noorden van het Hartelkanaal, ten oosten van de Maasvlakte en ten westen van de Botlek. Het gebied behoort tot de gemeente Rotterdam en is 3600 ha groot.
De Europoort vormt samen met de Botlek een van de omvangrijkste petrochemische-industriegebieden van de wereld. Aan het begin van het Calandkanaal vindt ertsoverslag plaats bij Ertsoverslagbedrijf Europoort. In het oosten van het Europoort-gebied vindt overslag van auto's, staal en houtproducten plaats op gespecialiseerde terminals.
Het gebied werd tussen 1958 en 1964 aangelegd op het eiland Rozenburg dat daarvoor grotendeels vergraven werd. Behalve het dorp Blankenburg (400 inwoners) en veel boerenbedrijven moest ook het vogelreservaat De Beer ervoor wijken. In de Basisregistratie Adressen en Gebouwen (BAG) is Europoort een aparte woonplaats in de gemeente Rotterdam.

## Kanalen en havens in Europoort
- Voor de olie en ertsschepen (Eurogeul van 23 meter diepte)
  - Beerkanaal
  - Calandkanaal
  - Vierde Petroleumhaven
  - Vijfde Petroleumhaven
  - Zesde Petroleumhaven
  - Zevende Petroleumhaven
- Voor roll-on/roll-off schepen:
  - Beneluxhaven
  - Brittanniëhaven
- Voor de binnenscheepvaart:
  - Dintelhaven
  - Hartelkanaal